# Шаг (Тимиш)
Шаг (рум. Şag) насеље је у Румунији у округу Тимиш у општини Шаг. Oпштина се налази на надморској висини од 86 m.

## Историја
По "Румунској енциклопедији" место се први пут помиње 1332. године. Име насеља је српског порекла. Пописом из 1717. године забележено је у насељу 65 кућа. Шааг је 1764. године православна парохија у Темишварском протопрезвирату. Године 1776. отворена је прва школа и изграђена православна црква. Досељавају се 1823. године колонисти Немци.
Шаг је старо насеље које се под тим именом помиње 1660. године. Тада су дошли калуђери српског манастира Пећке патријаршије да скупљају прилог. У селу су записали поп Вују који је за себе платио 100 литургија и од парохијана скупљених 6 арслана.
По државном шематизму православног клира Угарске у месту "Saag" је било 1846. године 1290 православаца. 
Православно парохијско звање је основано 1795. године, и од тада се воде црквене матрикуле, изузев оне венчаних од 1794. године. Када је 1797. године пописан православни клир у месту су чинодејствовала три свештеника. Пароси, поп Михаил Мартиновић (рукоп. 1765) и поп Михаил Павловић (1784), те ђакон Василије Поповић (1789) говорили су српским и румунским језиком.
Шаг је 1846. године насеље са 1290 становника. Православне матрикуле су уведене 1795. године, и то рођених и умрлих. Месно парохијско свештенство чинили су 1846. године поп Вићентије Мартиновић и поп Стефан Кириловић. Постојала је православна народна школа у коју је ишло 34 ђака, а учитељ био Петар Аврамуц.

## Становништво
Према подацима из 2002. године у насељу је живело 4506 становника.

### Попис2002.
| Расподела становништва по националности 2002.‍ | Расподела становништва по националности 2002.‍ | Расподела становништва по националности 2002.‍ | Расподела становништва по националности 2002.‍ | Расподела становништва по националности 2002.‍ |
| --------------------------------------------- | --------------------------------------------- | --------------------------------------------- | --------------------------------------------- | --------------------------------------------- |
|                                               |                                               |                                               |                                               |                                               |
| Румуни                                        | Румуни                                        |                                               | 3.690                                         | 81,9%                                         |
| Мађари                                        | Мађари                                        |                                               | 468                                           | 10,4%                                         |
| Роми                                          | Роми                                          |                                               | 97                                            | 2,2%                                          |
| Украјинци                                     | Украјинци                                     |                                               | 7                                             | 0,2%                                          |
| Немци                                         | Немци                                         |                                               | 155                                           | 3,4%                                          |
| Срби                                          | Срби                                          |                                               | 73                                            | 1,6%                                          |
| Словаци                                       | Словаци                                       |                                               | 4                                             | 0,1%                                          |
| Бугари                                        | Бугари                                        |                                               | 4                                             | 0,1%                                          |
| други                                         | други                                         |                                               | 7                                             | 0,2%                                          |

### Хронологија
| Година       | 1992 | 1993 | 1994 | 1995 | 1996 | 1997 | 1998 | 1999 | 2000 | 2001 | 2002 | 2003 | 2004 | 2005 | 2006 | 2007 | 2008 | 2009 | 2010 | 2011 | 2012 | 2013 | 2014 | 2015 | 2016 | 2017 |
| ------------ | ---- | ---- | ---- | ---- | ---- | ---- | ---- | ---- | ---- | ---- | ---- | ---- | ---- | ---- | ---- | ---- | ---- | ---- | ---- | ---- | ---- | ---- | ---- | ---- | ---- | ---- |
| Становништво | 3907 | 3996 | 3992 | 3964 | 3977 | 3991 | 4087 | 4142 | 4155 | 4181 | 4238 | 4287 | 2765 | 2777 | 2806 | 2828 | 2904 | 2911 | 2939 | 2988 | 3126 | 3205 | 3279 | 3370 | 3440 | 3580 |